# Eremophora hyalina
Eremophora hyalina är en tvåvingeart som beskrevs av Borgmeier 1960. Eremophora hyalina ingår i släktet Eremophora och familjen puckelflugor.
Artens utbredningsområde är Panama. Inga underarter finns listade i Catalogue of Life.